# Religieuses de Nazareth
Les religieuses de Nazareth  sont une congrégation religieuse féminine enseignante de droit pontifical.

## Histoire
En 1806, la duchesse de Doudeauville, Bénigne Augustine Françoise Le Tellier de Louvois (1764-1849) épouse d'Ambroise-Polycarpe de La Rochefoucauld, fonde au couvent de Montmirail un internat pour l'éducation des jeunes filles de bonnes familles ruinées par la révolution. La gestion du pensionnat est confiée à des religieuses d'ordres différents contraintes d'abandonner leur monastère après la suppression des ordres contemplatifs. En 1819, elles ont la possibilité de reprendre la vie monastique, et choisissent de refonder l'abbaye bénédictine de Jouarre.
Pour continuer son œuvre, la duchesse se tourne vers le jésuite Pierre Roger (1763-1839) qui la met en contact avec Élisabeth Rollat (1782-1843), sa fille spirituelle, qui lui offre sa disponibilité. Les trois décident de créer un nouvel institut religieux. Après avoir obtenu l'autorisation de l'archevêque de Reims Jean-Charles de Coucy, la congrégation est fondée le 3 mai 1822 et dédiée à Nazareth pour souligner le désir des religieuses d'imiter la vie pauvre et cachée de Jésus dans sa ville d'origine. Charles X approuve civilement la congrégation en 1827.
L'institut obtient le décret de louange le 27 septembre 1861, il est approuvé par le Saint-Siège le 7 mars 1865 et ses constitutions le 14 avril 1896.

## Activités et diffusion
Les religieuses de Nazareth se consacrent à l'enseignement, à la direction des collèges et des internats.
Elles sont présentes en France, en Italie, au Liban et en Israël.
Elles accueillent les pèlerins dans leur couvent à Nazareth.
La maison-mère est à Rome.
En 2024, la congrégation comptait 38 sœurs dans 10 maisons.